# Xã Licking, Quận Muskingum, Ohio
Xã Licking (tiếng Anh: Licking Township) là một xã thuộc quận Muskingum, tiểu bang Ohio, Hoa Kỳ. Năm 2010, dân số của xã này là 2.277 người.